# 번릉
번릉(樊陵, ? ~ 189년)은 후한 말기의 관료로, 자는 덕운(德雲)이며, 남양군 노양현(魯陽縣) 사람이다. 학자 번영의 손자이다.

## 생애
서생이던 시절 이응의 문하생이 되고자 하였으나 거절당하였다.
광화 5년 (182년) 당시 경조윤을 지냈었다.
중평 5년(188년) 5월, 영락소부(永樂少府) 번릉은 태위에 임명되었는데, 이는 관직을 재물로 사들인 것이었다.
6월, 파면되었다.
광희 원년(189년), 사례교위에 임명되었다. 이는 장양·단규 등이 대장군 하진을 죽이고 소제를 겁박하여 이루어진 것이었다.
소녕 원년(189년) 8월, 사례교위 원소가 병사를 이끌고 궁궐에 당도하였다. 이때 번릉은 하남윤 허상 및 환관들과 함께 살해당하였다.